# 深圳世纪星源股份
深圳世纪星源股份有限公司（英語：Shenzhen Fountain Corporation；深交所：000005，简称：世纪星源）是中国广东省深圳市的一间在深圳证券交易所上市的公司。公司总股本9.14亿股（2006年7月末）。该公司总部位于中国深圳市深南东路2017号华乐大厦3楼，现任董事局主席为丁芃，总裁为郑列列。

## 历史沿革
公司前身为成立于1987年的深圳市原野纺织股份有限公司，1988年进行股份制改组。1990年1月更名为深圳原野股份有限公司，并向社会公开发行股票，1990年12月10日在深圳证券交易所上市，是第一家中外合资上市公司。时任董事长彭建东将原野公司的外汇资金转移至其本人控制的香港润涛等公司，润涛公司即原野公司的大股东，当法院及人民银行正在查处公司的同时，彭建东却将润涛所持原野公司股份转让给香港中资公司中国投资有限公司。1992年7月7日原野公司被调查停牌，这是中国股市开放以来第一家停牌的股票。深圳市法院判处澳籍的彭建东16年有期徒刑并驱逐出境，但彭建东却没有坐牢。1993年公司重组并更名为深圳世纪星源股份有限公司，1994年1月3日公司股票复牌。2003年4月16日因最近两个会计年度的审计结果显示的净利润均为负值，公司股票被ST处理。

## 股权分置改革
2006年7月31日实施股权分置改革，公司向全体流通股股东每10股转增5.5股和非流通股东向流通股东每10股送1股。